# Howl of the Fright Hound
Chapter 10: Howl of the Fright Hound (Capítulo 10: El Sabueso Endemoniado en América Latina, y El Aullido del Monstruo Sabueso en España), es el décimo episodio de la primera temporada de la serie de televisión animada Scooby-Doo! Misterios, S. A..
El guion principal fue elaborado por Bart Jenner y Chris Rutkowski se encargaro de dibujar el guion gráfico, y Curt Geda estuvo a cargo de la dirección general. El episodio fue producido por la compañía Warner Bros. Animation, a manera de secuela de la serie original de Hanna-Barbera Productions, Scooby-Doo ¿dónde estás? (1969).
Se estrenó oficialmente en los Estados Unidos el 04 de octubre de 2010 por Cartoon Network. En Hispanoamérica y Brasil, el episodio se estrenó oficialmente el 08 de mayo de 2011 a las 17:00 a través de Cartoon Network.

## Argumento
En un refugio para animales “dementes y diabólicos”, los guardias de la institución son atacados por un violento perro de tamaño monstruoso y penetrantes ojos rojos, que aterroriza el lugar.
Una mañana en la secundaria de Gruta de Cristal, Scooby vuelve a interrumpir otro momento entre Shaggy y Vilma. Ambos vuelven a preguntarle a Shaggy si ya se decidió por uno de los dos, pero son interrumpidos por la aparición de una araña mecánica, creada y manejada por Jason Wyatt, un nerd de carácter arrogante que está enamorado de Vilma desde que la conoció en el club de robótica.
De noche, un autobús turístico dirigido por la señora Dinkley es atacado por el sabueso gigante, quien lo destruye. Al llegar a la escena del crimen, la pandilla encuentra a la mamá de Vilma recobrando el sentido. Los chicos se ofrecen a resolver el caso, pero el sheriff Stone los detiene y culpa a Scooby del ataque, debido a que su silueta es muy parecida a la del sabueso, pese a que el perro había estado con sus amigos todo el tiempo. El gran danés es arrestado sin evidencia que pruebe el ataque, frente al dolor y confusión de toda la pandilla.
La ausencia de Scooby le produce a Shaggy un gran vacío, que ni la misma Vilma puede llenar. Ella intenta consolarlo, diciéndole que no está solo y que Scooby saldrá algún día, pero el muchacho aún se siente muy triste. Cansados de verlo así, los chicos deciden visitar a Scooby en el asilo para animales criminales, donde se conserva a los animales más peligrosos y diabólicos de Gruta de Cristal.
En medio de la visita y el miedo que les producen los animales que ven, los chicos escuchan la familiar música proveniente del medallón que encontró Daphne, quien aún lo lleva consigo. Al oírla, una voz exclama: «¡Misterios, S. A. al rescate!». El profesor Pericles, la mascota de la pandilla desaparecida es quien pronuncia dichas palabras, las primeras que ha hablado en años. El perico resulta estar retenido en una prisión de alta seguridad y tecnología de punta debido (según lo dice el oficial Johnson) a su gran intelecto, pero además de esto, Pericles parece poseer extraños poderes mentales, ya que fue capaz de adherir un arma al oficial Johnson y dejarlo fuera de combate el tiempo suficiente para darle a la pandilla una advertencia: «Cuídense de quien está cerca, ¡y hablo específicamente de ti, Frederick!», dice el perico, dirigiéndose especialmente a Freddy.
Con muchas preguntas sobre estas enigmáticas palabras, el equipo decide investigar la escena del crimen para limpiar el nombre de Scooby-Doo, descubriendo una articulación robótica en el autobús, lo que prueba que el monstruo es en realidad un robot. Dado que Jason se especializa en la robótica, Vilma sospecha que él creó el sabueso para destruir a la pandilla. Sin embargo los cyber-amigos de Jason desmienten esta teoría, pues ellos estuvieron con él la noche que el sabueso atacó. Un furioso Jason corre a los chicos de su hogar, ofendido por sus sospechas y acusaciones.
Mientras viajan en la Máquina del Misterio, la pandilla es violentamente atacada por el sabueso endemoniado, logrando escapar por poco. Desesperados, los chicos tratan de persuadir al Sheriff Stone de su equivocación, pero sus planes cambian al enterarse de que el perro monstruoso está atacando el asilo, lo cual significa que Scooby está en peligro. La pandilla corre a salvarlo, esperando no llegar demasiado tarde.
En el refugio, el sabueso persigue a Scooby, atacando a cada guardia que intenta dispararle y provocando que muchos de los animales huyan. Shaggy rescata a su mejor amigo y los chicos logran escapar del refugio, pero se quedan sin combustible frente a una fábrica de acero abandonada, en la que se ven obligados a esconderse. El sabueso irrumpe en la fábrica, destruyendo la mayor parte de ella en el proceso, y empieza a perseguir a la pandilla, hasta que intercepta a Shaggy y Vilma y se prepara para aniquilarlos. Pero es detenido por Scooby, quien se arma de valor y se enfrenta al robot, intentando torturarlo hasta la muerte con la maquinaria de la fábrica. Tras una dura batalla, el sabueso es finalmente destruido. Los chicos se percatan de que una figura en la fábrica está controlando el robot, Freddy la atrapa y, justo cuando llega el Sheriff, la pandilla revela que el culpable de todo es... ¡la madre de Jason!. La mujer confiesa que construyó el perro robot demoníaco y puso una trampa para culpar a Scooby con la intención de dividir al grupo, al ver cómo trataban a su hijo. Con ellos fuera del camino, Jason tendría oportunidad de acercarse a Vilma. La pequeña chica consigue que Jason se olvide de ella, pues está enamorada de Shaggy.
Sin embargo, luego de comprender que Scooby significa mucho para él, el muchacho descubre que ni él ni Vilma están lo suficientemente listos para enfrentar un compromiso, junto con los problemas que este les pueda traer (como los ocurridos con los celos pasajeros de Scooby). Con dolor en su voz, Shaggy le dice a Vilma que aún no cree estar listo para tener novia, culpándose a sí mismo por todo para no lastimarla, pues piensa que lo mejor para ambos será tomarse un tiempo, necesario para que los dos puedan crecer como personas. Con esperanza de que la castaña lo comprenda, Shaggy le dice que espera que puedan seguir siendo amigos durante el tiempo que decidan tomarse. Pero Vilma, sintiéndose destrozada por el hombre que ama, se aleja llorando.
Cuando todos se han ido, el Sheriff Stone recibe una llamada del asilo, para notificarle que todos los animales están de nuevo en su lugar, excepto uno. Momentos después, mientras Vilma llora en brazos de su amiga Daphne, recibe un mensaje de texto del Señor E, quien les dice: «Sigan al Perico».